# Fristow

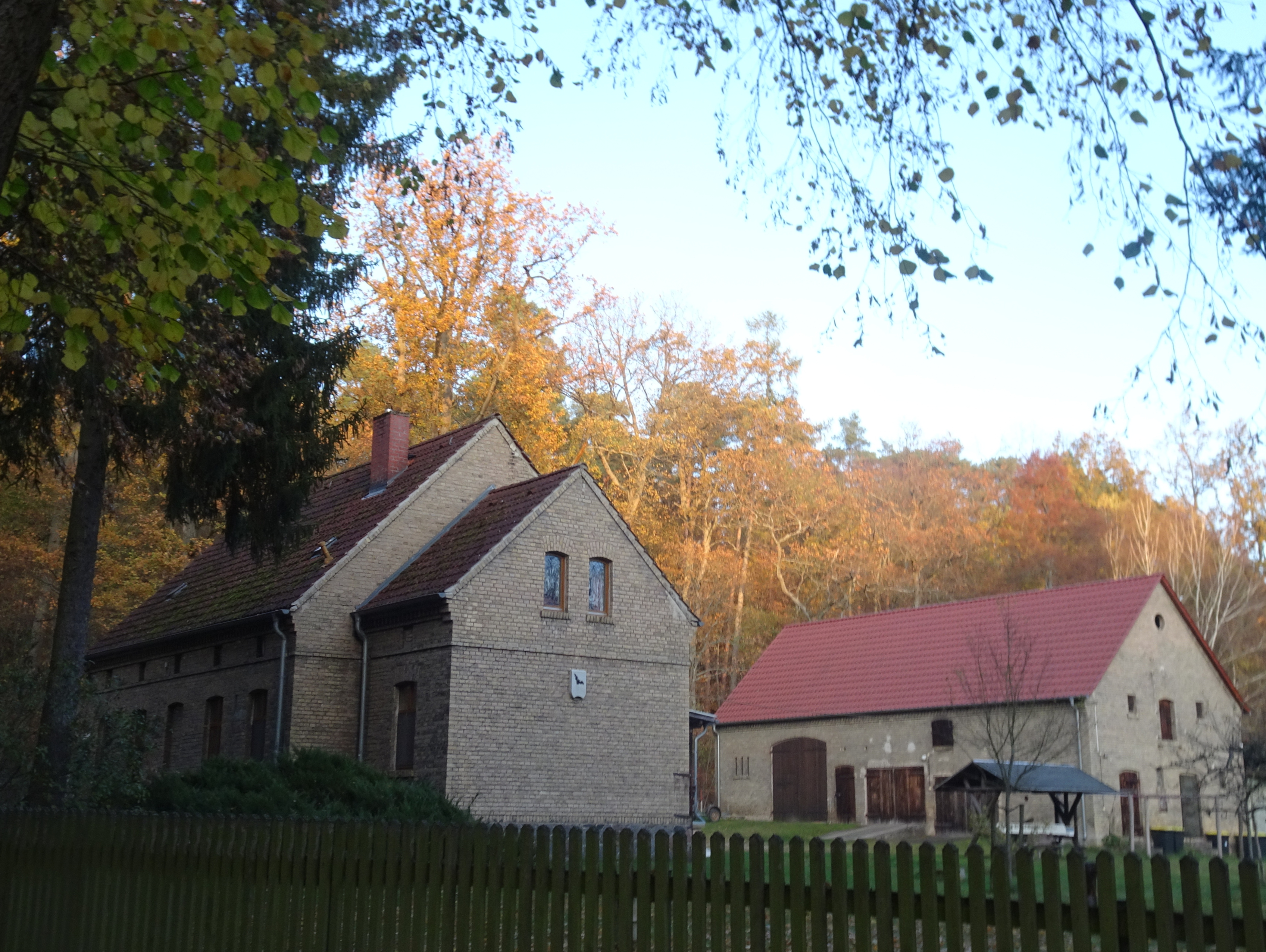
Denkmalgeschützte Försterei Fristow

Fristow ist ein Wohnplatz im Ortsteil Krangen der Stadt Neuruppin im Landkreis Ostprignitz-Ruppin (Brandenburg). Das mittelalterliche Dorf Fristow war im Zeitraum 14./15. Jahrhundert wüst gefallen. 1719 war auf der wüsten Feldmark ein Teerofen aufgebaut worden. 1877/78 wurde auf der Stelle des abgebrochenen Teerofens eine Försterei errichtet, die 1879 benannt wurde. Die Revierförsterei Fristow gehört heute zum Landesbetrieb Forst Brandenburg der Oberförsterei Neuruppin in Alt Ruppin.

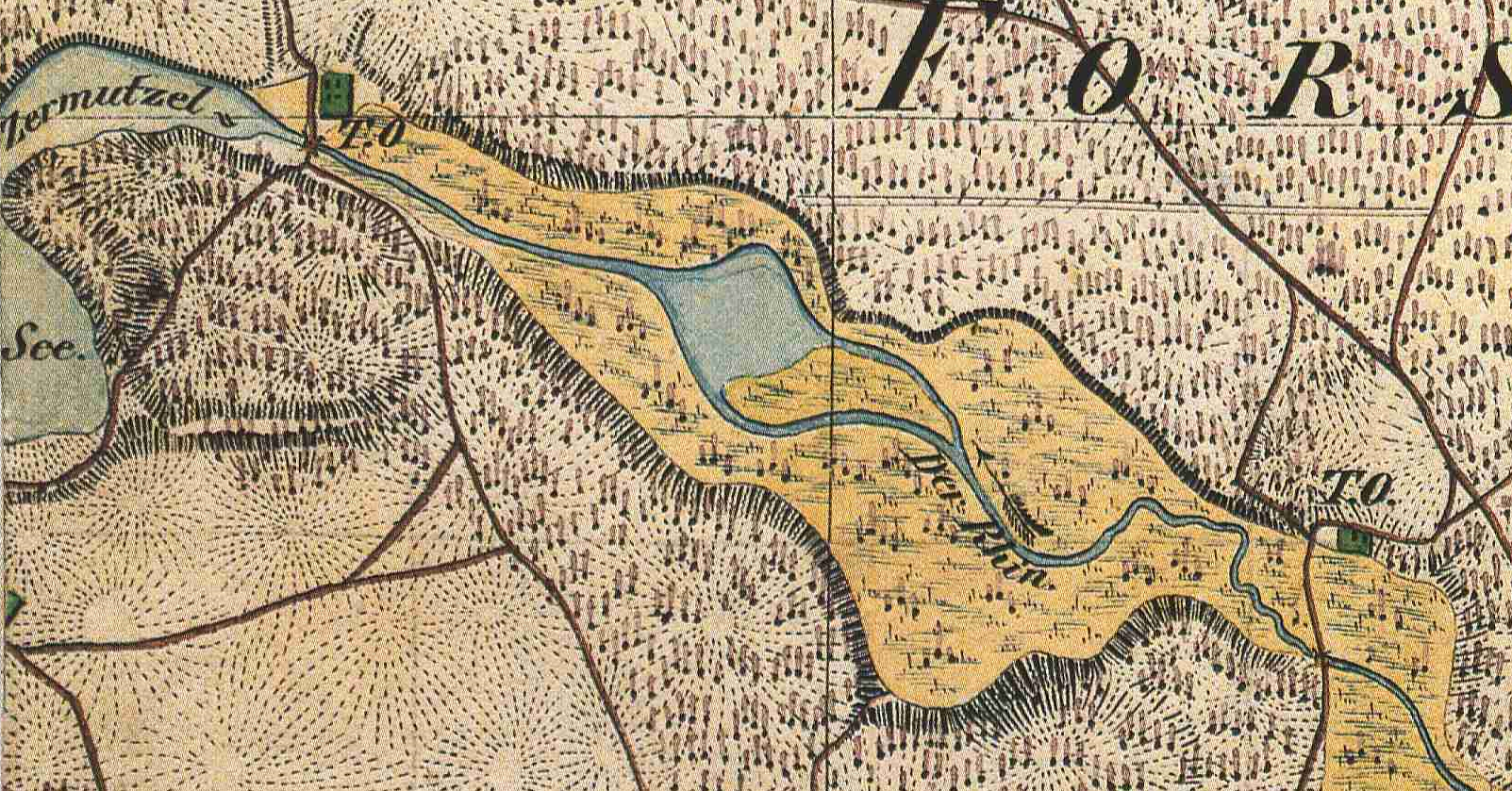
Die abgegangenen Teeröfen Fristow (am Zermützelsee) (abgekürzt: T.O.) und Krangensbrück (südöstlich davon) auf dem Urmesstischblatt 2943 Rheinsberg von 1843

## Lage
Der Wohnplatz Fristow liegt am Nordostufer auf einer kleinen Terrasse des Rhin, kurz vor dessen Mündung in den Zermützelsee, etwa 10 km nordöstlich der Innenstadt von Neuruppin. Die Terrasse markiert den Südrand der äußeren Endmoräne der Frankfurt-Phase der Weichsel-Kaltzeit. Südlich von Fristow und der Endmoräne liegt die Moorniederung Plagge, in der Topographischen Karte In der Plagge genannt.
Der Wohnplatz ist über kleine Straßen von Krangen und Zermützel zu erreichen. Die beiden Straßen vereinigen sich kurz vor Fristow. Nach dem Ort führt die Straße weiter nach Schwanow. Fristow liegt auf 44,5 m ü. NHN und ist völlig von Wald umgeben.

## Kommunale Zugehörigkeit und Eingemeindung
Die wüste Feldmark gehörte 1525 überwiegend der Herrschaft Ruppin, später dem Amt Alt Ruppin, ein kleinerer Teil auch der Stadt Neuruppin. 1867 gehörte der Teerofen zum Gutsbezirk Alt-Ruppin (Königliche Oberförsterei). Mit der Bildung der Amtsbezirke 1874 in der Provinz Brandenburg wurde das Etablissement Fristow dem Amtsbezirk 33 Alt-Ruppin zugewiesen. Amtsbezirk 33 Alt-Ruppin setzte sich aus dem Amt Alt Ruppin, dem Königlichen Forst Alt Ruppin mit den Forsthäusern Rottstiel, Stendenitz, Krangensbrück, Zippelsförde, Klausheide, Eggersdorf und Pfefferteich sowie dem Etablissement Fristow. Ab 1879 gehörte die Försterei Fristow zum Gutsbezirk Forst Alt Ruppin. 1881 wurde die Försterei immer noch unter dem Forsthaus Krangensbrück aufgeführt (neu erbaut, auf der Baustelle des früheren Theerofens Fristow). 1929 wurde der Gutsbezirk Forst Alt Ruppin aufgelöst und die Försterei Fristow nach Krangen eingemeindet. 
Zum 6. Dezember 1993 wurde Krangen in die Stadt Neuruppin eingegliedert. Das Kommunalverzeichnis der Landesverwaltung des Landes Brandenburg führt Fristow offiziell als Wohnplatz der Stadt Neuruppin.

## Geschichte
Fristow war bei seiner Erstnennung 1525 bereits eine wüste Feldmark. Die Deutung des Namens ist aufgrund der späten Nennung unsicher. Foster geht von einer altpolabischen Grundform *Vrestov-, zu aplb. *vres Heidekraut aus. Die Deutung von R. E. Fischer, der den Ortsnamen von einem Personennamen *Vrešt ableitet, lehnt Foster ab.
Der Fund eines steinzeitlichen Klingenkratzer bei der Försterei Fristow zeigt, dass der Ort schon in der Steinzeit aufgesucht wurde. Der Fundplatz befindet sich unweit der Stelle des im Mittelalter wüst gewordenen Dorfes Fristow.
Das wahrscheinlich im Hochmittelalter angelegte Dorf Fristow war schon im 14./15. Jahrhundert wüst gefallen. Im Landregister von 1525 ist Fristow als wüste Feldmark ( vf dem felde fristo) verzeichnet. Der Begriff wüste Feldmark ist insofern irre führend, da zwar das Dorf nicht mehr vorhanden war, die Feldmark aber weiterhin genutzt wurde. 1525 hatte der Schulze von Zermützel das Gericht über die wüste Feldmark Fristow. Er hatte etliche Wiesen in Nutzung, freie Holzung, durfte Elsenholz (Birkenholz) zu Holzkohle zu brennen, hatte Rohrung (Schneiden von Schilfrohr) und etliche Äcker. Dafür musste er der Herrschaft Ruppin aufs Schloss ein Schock Groschen geben.
1574 hatte der Schulze von Zechow einen Platz auf der Feldmark Fristow in Bewirtschaftung. Vier Bauern hatten zusammen sechs Plätze Heuerland zu insgesamt 22½ Scheffel Roggensaat.
Demnach sind mit Plätzen Ackerflächen gemeint. 1590 war die Feldmark meistenteils und 1654 nach dem Dreißigjährigen Krieg ganz mit Holz bewachsen.
Fristow gehörte zum größeren Teil zum Amt Alt Ruppin. Aber auch das Gut in Zermützel, das aus dem Lehnschulzengericht hervorgegangen war, konnte noch einige Rechte behaupten, so das Recht Rohr zu schneiden, die Fischerei im Rhin, ein Fünftel der Holzung, ein Fünftel von der möglichen Heuer und ein Fünftel der Feldmark. Außerdem gehörte das Straßengericht dazu. 1740 wurde das Gut Zermützel von der Stadt Neuruppin erworben. Die damit verbundenen Rechte gingen auf die Stadt Neuruppin über.
Seit 1719 stand an oder in der Nähe der alten Dorfstelle ein Teerofen, den Mathes Wendecke in Betrieb hatte. 1722 schloss der Neuruppiner Kaufmann H. J. Bolte einen Vertrag über den Teerofen auf Fristow ab. 1725 wurde der Teerofen auch Teerofen auf dem Schwanow genannt. 1756 wurde die geplante Errichtung eines Etablissements für 4 ausländische Büdner wegen des fehlenden Bauholzes nicht verwirklicht.
1759 wurde der Teerofen auch Schwanowscher Teerofen genannt. 1759 nutzte der Schwanowsche Teerofen 88 Morgen 179 Quadratruten Heuerland (Pachtland) auf der wüsten Feldmark Fristow. Damit ist aber nicht Wald zur Teergewinnung gemeint, sondern Äcker und Wiesen für die Landwirtschaft, die zum Teerofen gehörte. 1784 wurde das Neuruppiner Kämmereirevier vermessen; das Fristower Revier hatte 326 Morgen 102 Quadratruten, wobei ein Morgen zu 180 Quadratruten gerechnet wurde. Das entsprach einem Fünftel der ursprünglichen Feldmark. An die wüste Feldmark Fristow schloss sich nördlich die wüste Feldmark Schwanow an, im Osten die wüste Feldmark Rägelsdorf und im Westen die wüste Feldmark Tornow.
Johann Ernst Fabri verballhornte den Namen zu Tristow, bezeichnet es sogar als ein königliches Dorf mit einer Feuerstelle. Für 1767 verzeichnete er 0 Einwohner, wobei unklar ist, ob der Teerofen tatsächlich temporär verlassen war oder er nur keine Angaben zur Anzahl der Bewohner hatte. Für 1787 gibt er 11 Einwohner an. 1798 hatte der Besitzer des Teerofens Land für 10 Scheffel Roggen, 6 Scheffel Gerste, 4 Scheffel Hafer und zwölf Scheffel Kartoffeln Aussaat, und einen Tierbestand von 2 Pferden, fünf Stück Rindvieh und fünf Schweinen. In dem einzigen Wohnhaus wohnten 17 Personen.
1801 beschrieb Bratring Fristow als Theerofen bei Zermützel, im Zühlenschen Revier. Die Siedlung hatte eine Feuerstelle (Wohngebäude) und 14 Bewohner. 1837 gehörte der Teerofen einem Musicus Erdmann. 1840 standen beim Teerofen zwei Wohnhäuser, in denen 10 Menschen lebten.1860 standen in Fristow zwei Wohngebäude und zwei Wirtschaftsgebäude. 1874 existierte das Etablissement Fristow noch.

### Einwohnerentwicklung
| Jahr      | 1767 | 1787 | 1801 | 1817 | 1840 | 1858 | 1871 |
| Einwohner | 0    | 11   | 14   | 11   | 10   | 11   | 6    |

### Historische Landwirtschaft
| Aussaat     | Roggen      | Gerste     | Hafer      | Kartoffeln  |
| Menge       | 10 Scheffel | 6 Scheffel | 4 Scheffel | 12 Scheffel |
| Tierbestand | Pferde      | Rinder     | Schweine   |             |
| Stück       | 2           | 5          | 7          |             |

## Das Forsthaus Fristow
1877/78 wurde an Stelle des abgebrochenen Teerofen ein neues Forsthaus für den Schutzbezirk Krangensbrück der Oberförsterei Alt Ruppin in der Forstinspektion Potsdam-Rheinsberg errichtet. 1879 wurde das Försterei-Etablissement, an der Kreuzung der Wege von Rottstiel nach Zippelsförde und von Krangen nach Schwanow neu benannt; es erhielt den Namen Försterei Fristow. Zuvor war die alte Försterei in Krangensbrück abgerissen worden. Zu DDR-Zeiten wurde Fristow Sitz einer Oberförsterei im Forstbezirk Staatsjagd des Staatlichen Forstwirtschaftsbetriebes Neuruppin. Heute gehört die Revierförsterei Fristow zum Landesbetrieb Forst Brandenburg der Landeswaldoberförsterei Alt Ruppin.

## Liste der Förster
- ab 1. Februar 1890 bis (1901) Förster Hübel, er war vorher in der Försterei Neuglienicke[19][20][21]
- 1. Juli 1901 bis (1906) Förster Oehmige, Diensteintritt: 1. Juli 1901[22] war vorher Forstaufseher in der Försterei Saugartenhaus in der Oberförsterei Kunersdorf, er wurde zum Amtsantritt zum Förster befördert[23]
- (1916) bis 1929 (Ruhestand) Hegemeister Hermann Lubahn[24]
- (2022) Frank Köhler, Revierleiter